# Festa di santa Maria di Ognina
La festa della Madonna di Ognina è la seconda festa religiosa più partecipata nella città di Catania. Il santuario di Santa Maria di Ognina è situato nei pressi del quartiere di Ognina-Picanello ed è vicinissimo al mare.
Da anni la festa della Madonna di Ognina è molto sentita da tutti i catanesi come "a festa da Bammina" cioè la festa di Maria Bambina.

La festa di Ognina non è vista come una semplice festa di quartiere, ma come una festa patronale a tutti gli effetti, per via delle antiche tradizioni ed origini, per la grande partecipazione, per le numerose iniziative culturali e ricreative, ma soprattutto per la grande devozione.

La festa di Ognina dura dall'8 settembre, giorno della Natività di Maria (e da alcuni anni anche da diversi giorni prima) fino alla domenica successiva.

## La sagra del pesce
Nei giorni venerdì, sabato e domenica precedenti alla festa liturgica di Maria nel piazzale molo "grande" si svolge la tradizionale sagra del tonno rosso organizzata dall'A.T.A.M.B.O (Associazione tonnieri attività marinare borgo ognina). Il tonno rosso cucinato e arrostito all'aperto viene venduto a un prezzo simbolico. Tale sagra è stata, però, negli ultimi anni rimpiazzata dalla tradizionale  sagra del pesce azzurro, già organizzata negli anni '90 e ripristinata dopo qualche anno.

## La gara delle barche
La domenica pomeriggio prima della festa liturgica di Maria si svolge presso il molo "piccolo" la tradizionale gara delle barche. Questa gara prevede la partecipazione di diversi equipaggi maschili e femminili che si sfidano a due a due. La sfida è vinta dall'equipaggio che riuscirà a tagliare per primo il traguardo.

## 8 settembre - La festa liturgica di Maria
L'8 settembre di ogni anno si svolge in santuario la tradizionale "svelata" della Madonna e subito dopo la messa.
La statua della Madonna per la maggior parte dell'anno rimane esposta sull'altare maggiore nella sua nicchia, ma il giorno della sua assunzione al cielo essa viene nascosta dietro l'altare maggiore fino al giorno della festa liturgica. L'8 settembre alle ore 8 del mattino, dopo una piccola introduzione del parroco, si accendono tutte le luci e viene intonato un canto mariano, al suono dei fuochi pirotecnici e della banda che suona in piazza, la Madonna sale lentamente dall'altare maggiore e si mostra in tutto il suo splendore al borgo ogninese.

Tutta la giornata dell'8 settembre è caratterizzata da messe celebrate dai diversi parroci delle parrocchie limitrofe.

## Il sabato successivo
Il sabato successivo alla festa liturgica di Maria si svolge la tradizionale festa esterna. Questo è il giorno dedicato ai pescatori ed al mare di Ognina perché la processione si snoda per mare.

La mattina è caratterizzata dalla processione di una barca addobbata a festa per le vie del quartiere per ricordare a tutti la festa della Madonna e per raccogliere doni per l'asta del giorno successivo.

Alle 16.30 il simulacro della Madonna viene portato fuori dal suo santuario e trasportato nel palco montato sul mare per la solenne celebrazione eucaristica sulla riva. Subito dopo la  messa, intorno alle 18.00, la Madonna viene portata dal molo "piccolo" verso il mare aperto su una barca; la gente sale sugli scogli e sul molo saluta la madonna con i fazzoletti bianchi al suono di canti mariani.
La prima tappa è nei pressi del porto dove ogni anno viene gettata una corona di fiori in onore dei caduti in mare; subito dopo comincia la processione per il mare di Catania. La processione procede lungo tutto il tratto di mare davanti alla scogliera lavica e arriva fino alle coste di Acitrezza e Aci Castello per poi dirigersi verso San Giovanni li Cuti e piazza Europa.

I momenti più belli e particolari durante la processione sono il passaggio accanto ai Faraglioni delle Isole Ciclopi di Acitrezza e l'arrivo a San Giovanni li Cuti, dove la Madonna entra dentro il porto e subito si incontra con la parrocchia di Santa Maria della Guardia con un intenso momento di preghiera e di fuochi pirotecnici.
Intorno alle 22.30 presso il molo "grande" si può vedere un bellissimo spettacolo pirotecnico accompagnato da musica classica.

Subito dopo la barca fa "scalo" nel molo "grande", si ferma presso la lapide dei caduti in mare e si dirige verso il Santuario; l'entrata in Santuario è molto particolare perché nessuno può entrare in Chiesa, eccetto gli addetti al servizio, e mentre il simulacro entra, le porte lentamente si chiudono.

## La domenica successiva
La domenica successiva alla festa liturgica di Maria è caratterizzata dalla seconda processione del simulacro.
Tutta la mattinata è caratterizzata da messe, dalla benedizione delle famiglie con omaggio floreale alla Madonna e dall'asta dei doni raccolti il giorno precedente per le strade del quartiere.

Alle 17.30, subito dopo la messa, la rappresentazione della Madonna, sistemata sul fercolo ligneo, oltrepassa il portale del Santuario e si affaccia sulla piazza gremita di fedeli che attendono di vedere il volto della Vergine Maria.
Accompagnato da fuochi pirotecnici, il simulacro comincia la sua processione per le vie del borgo di Ognina, dopo una piccola omelia celebrata all'interno del Santuario.
Alcuni momenti salienti della processione sono la "Calata dell'Angelo" posta in Piazza subito dopo l'uscita del fercolo ed il momento di preghiera alla rotatoria dov'è situata una statua di sant'Agata; si dice che quello fosse il punto dove arrivarono le reliquie della santa martire da Costantinopoli, in cui vi è anche un omaggio floreale da parte del comitato e delle associazioni agatine presiedute dal Cerimoniere del Comune di Catania, presente anche il Sindaco di Catania.

Momenti di preghiera sono sparsi per tutte le varie CEB del quartiere e vicino alle due parrocchie limitrofe, quella di S. Giuseppe e quella di Santa Lucia.

Infine a tarda serata, dopo aver attraversato tutte le strade del quartiere, la Madonna sosta sul piazzale della "Garitta" per presenziare ai fuochi pirotecnici sparati sulle acque di Ognina; al termine il simulacro viene portato nel Santuario e si congeda lentamente dal popolo come il giorno precedente.

## Collegamenti
- Parrocchia santuario S. Maria di Ognina, su santamariadiognina.it.